# 0331

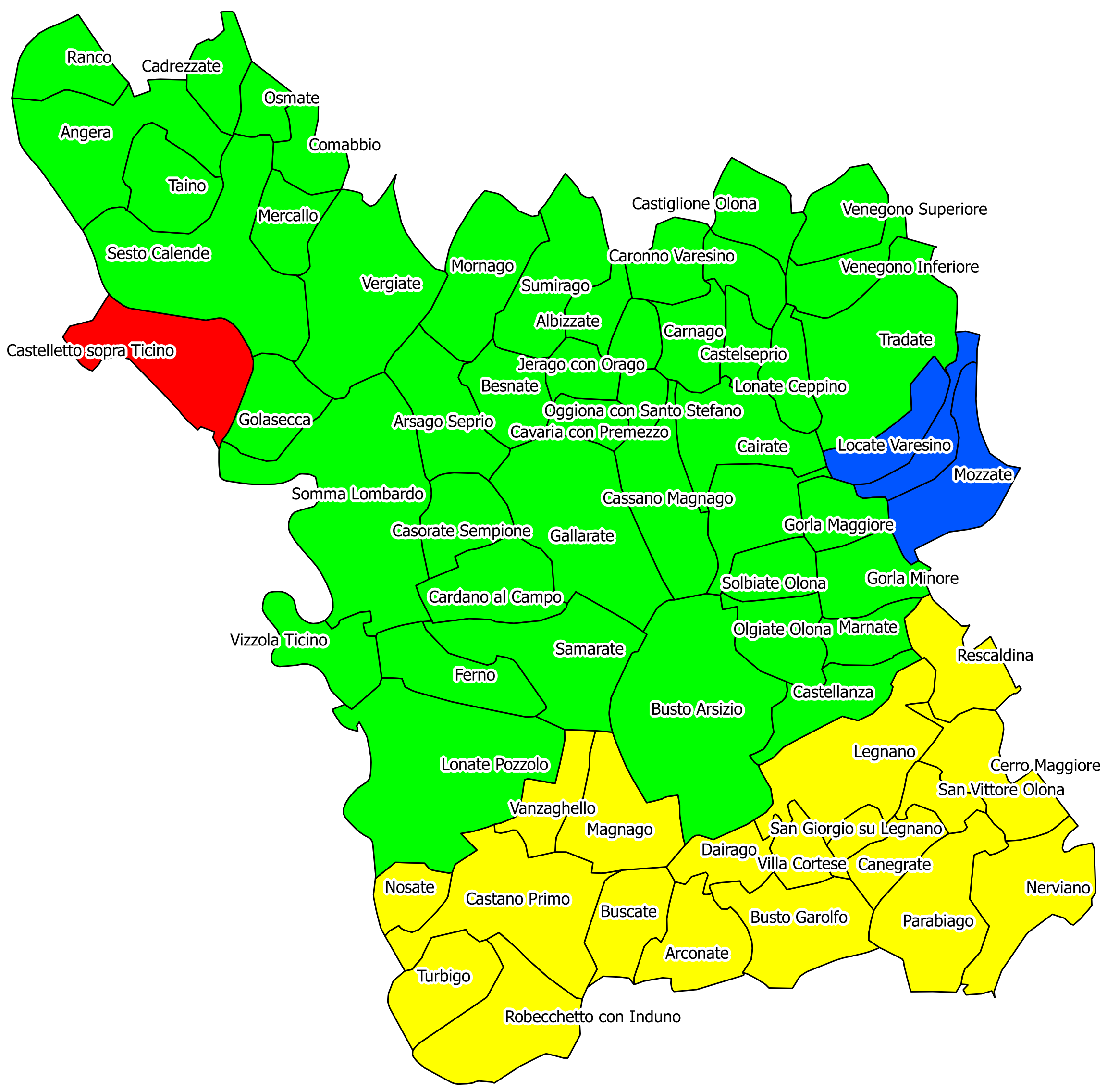
In verde i comuni della provincia di Varese, in blu quelli della provincia di Como, in rosso quelli della provincia di Novara e in giallo quelli della Città metropolitana di Milano.

0331 è il prefisso telefonico del distretto di Busto Arsizio, appartenente al compartimento di Milano.
Il distretto comprende la parte meridionale della provincia di Varese, la zona a nord-ovest della Città metropolitana di Milano ed alcuni comuni delle province di Como e Novara; confina con i distretti di Varese (0332) a nord, di Como (031) a est, di Milano (02) a sud e di Novara (0321) e Arona (0322) a ovest.

## Aree locali e comuni
Il distretto di Busto Arsizio comprende 68 comuni compresi nelle 3 aree locali di Busto Arsizio (ex settori di Busto Arsizio e Tradate), Gallarate (ex settori di Gallarate e Sesto Calende) e Legnano (ex settori di Castano Primo e Legnano).
I comuni compresi nell'area locale di Busto Arsizio sono: Busto Arsizio, Cairate, Carbonate (CO), Cassano Magnago, Castelseprio, Castiglione Olona, Fagnano Olona, Gorla Maggiore, Gorla Minore, Gornate Olona, Locate Varesino (CO), Lonate Ceppino, Lonate Pozzolo, Magnago (MI), Marnate, Mozzate (CO), Olgiate Olona, Solbiate Olona, Tradate, Vanzaghello (MI), Venegono Inferiore e Venegono Superiore.
I comuni compresi nell'area locale di Gallarate sono: Albizzate, Angera, Arsago Seprio, Besnate, Cadrezzate con Osmate, Cardano al Campo, Carnago, Caronno Varesino, Casorate Sempione, Castelletto sopra Ticino (NO), Cavaria con Premezzo, Comabbio, Ferno, Gallarate, Golasecca, Jerago con Orago, Mercallo, Mornago, Oggiona con Santo Stefano, Ranco, Samarate, Sesto Calende, Solbiate Arno, Somma Lombardo, Sumirago, Taino, Vergiate e Vizzola Ticino.
I comuni compresi nell'area locale di Legnano sono: Arconate (MI), Buscate (MI), Busto Garolfo (MI), Canegrate (MI), Castano Primo (MI), Castellanza, Cerro Maggiore (MI), Dairago (MI), Legnano (MI), Nerviano (MI), Nosate (MI), Parabiago (MI), Rescaldina (MI), Robecchetto con Induno (MI), San Giorgio su Legnano (MI), San Vittore Olona (MI), Turbigo (MI) e Villa Cortese (MI).